# Пономарёв, Владимир Николаевич (государственный деятель)
Влади́мир Никола́евич Пономарёв (1903, Ржев, Тверская губерния — ?) — советский государственный и политический деятель, председатель Ленинградского облисполкома (1952—1954).

## Биография
С 1919 года работал на железной дороге. Учился в Московском лесотехническом институте, объединённом в 1925 году с Ленинградским лесным институтом.
Работал на заводе «Красная заря» (Ленинград) инженером, затем начальником цеха. С 1934 года работал в 5-м государственном союзном проектном институте МПС, в 1941—1950 — директор института. В 1940 году вступил в ВКП(б).
С 1950 года — председатель Куйбышевского райисполкома, затем — 1-й секретарь Куйбышевского райкома партии (Ленинград).
С сентября 1952 по февраль 1954 года — председатель Исполнительного комитета Ленинградского областного Совета. Занимался восстановлением народного хозяйства области, переселением сельчан на Карельский перешеек.
В 1954—1958 годах — первый секретарь Дзержинского райкома КПСС города Ленинграда.
Был избран депутатом районного, городского и областного Советов; депутатом (от Ленинграда) Верховного Совета РСФСР III созыва (1951—1955); делегатом XIX (1952) и XX съездов КПСС (1956).